# Коммунистическая партия Аргентины (Внеочередной съезд)
Коммунистическая партия Аргентины (Чрезвычайный съезд) (исп. Partido Comunista de la Argentina (Congreso Extraordinario)) — аргентинская политическая партия, образованная в 1996 г. в результате раскола Коммунистической партии Аргентины.
Молодёжное крыло партии — Федерация коммунистической молодёжи (Внеочередной съезд). Генеральный секретарь — Хорхе Перейра. Печатные органы — газета Nuestra Palabra («Наше слово») и журнал La Internacional («Интернационал»).
Занимает марксистско-ленинские позиции. Выступает против критики СССР, отказывается от какого-либо сотрудничества с троцкистами, маоистами и иными левыми, не разделяющими её взглядов на природу Советского Союза.